# تامر
تَامِر أو دُولِيْكُوس أو طويلاء (الاسم العلمي: Dolichos)، جنس نباتات مُزهرة من فصيلة البقولية. أعطانها في آسيا وإفريقيا.